# Sedalia (Colorado)
Sedalia è un centro abitato (census-designated place) degli Stati Uniti d'America, situato nella contea di Douglas dello stato del Colorado. Nel censimento del 2000 la popolazione era di 211 abitanti.

## Geografia fisica
Secondo i rilevamenti dell'United States Census Bureau, Sedalia si estende su una superficie di 3,6 km².